# Roodrugsierragors
De roodrugsierragors (Idiopsar dorsalis synoniem: Phrygilus dorsalis) is een zangvogel uit de familie Thraupidae (tangaren).

## Verspreiding en leefgebied
Deze soort komt voor in de Andes van zuidwestelijk Bolivia tot noordelijk Chili en noordwestelijk Argentinië.